# Little Busters!
Little Busters! (リトルバスターズ! Ritoru Basutāzu!) là một visual novel do công ty phần mềm Key phát triển, phiên bản gốc được đánh giá dành cho mọi lứa tuổi ra mắt dưới dạng bản giới hạn vào ngày 27 tháng 7 năm 2007, chơi trên hệ máy tính cá nhân (PC) có ổ DVD; phiên bản chính thức, cũng dành cho mọi lứa tuổi, phát hành ngày 28 tháng 9, 2007. Little Busters! là trò chơi thứ sáu của Key, công ty này cũng cho ra đời nhiều tác phẩm nổi tiếng khác như Kanon, AIR và CLANNAD. Tuy hai phiên bản đầu của Little Busters! được đánh giá dành cho mọi lứa tuổi, vẫn có một số hình ảnh đồ họa vi tính gợi cảm nhẹ dành tặng cho người hâm mộ. Một phiên bản dành cho người trên 18 tuổi mang tên Little Busters! Ecstasy đã phát hành ngày 25 tháng 7, 2008 như một tựa game thứ bảy của Key. Như vậy, không giống như Kanon và AIR với phiên bản đầu tiên thường là dành cho người lớn và các lần ra mắt sau sẽ lược bỏ nhiều đoạn nhằm phù hợp với mọi lứa tuổi, Little Busters! đã có lịch phát hành ngược lại hoàn toàn. Tựa đề Little Busters! của trò chơi lấy từ tên của một nhóm bạn trong cốt truyện là Little Busters, trong đó nhân vật nam chính, Naoe Riki, đã gia nhập nhóm ngay từ khi còn bé. Tháng 6 năm 2010, Key đã phát hành một spin-off dành cho người lớn của Ecstasy mang tựa đề Kud Wafter, nó mở rộng thêm kịch bản của Noumi Kudryavka, một trong số các nhân vật nữ chính trong Little Busters! và Ecstasy.
Cách chơi của Little Busters! theo lối tuyến tính, tuy chỉ đi theo cốt truyện định sẵn nhưng người chơi có thể tương tác để tạo ra các kết thúc khác nhau. Cốt truyện chủ yếu đi sâu vào nội tâm của sáu nhân vật nữ chính, và sau đó tăng lên thành chín nhân vật trong phiên bản Ecstasy. Có một số minigame được thêm vào trò chơi, chẳng hạn như trò đối kháng hay bóng chày. Những trò chơi này sẽ cung cấp điểm kinh nghiệm, thu nhặt vật dụng hỗ trợ chiến đấu và cải thiện thông số của các nhân vật. Little Busters! có một đội ngũ nhân lực khá hùng hậu do lúc này Key đã kết nạp thêm một số nhân viên mới đảm nhận nhiều vai trò khác nhau, như chỉ đạo nghệ thuật, viết kịch bản và thể hiện phần soundtrack của trò chơi.
Có năm loạt manga được chuyển thể dựa trên Little Busters! và năm loạt manga khác dựa trên Little Busters! Ecstasy. Hai loạt được đăng thường kì trên tạp chí Dengeki G's Magazine của ASCII Media Works, bốn loạt khác đăng trên Dengeki G's Festival! Comic cũng của ASCII Media Works, hai loạt đăng trên Comp Ace của Kadokawa Shoten, một loạt đăng trên Comic Rex của Ichijinsha và loạt truyện cuối đăng trên Manga 4-koma Palette cũng của Ichijinsha. Một sê-ri truyện ngắn có minh họa khác cũng được đăng trên Dengeki G's Magazine. Các chương trình radio trên internet đã bắt đầu lên sóng từ tháng 6 năm 2008 với phát thanh viên là diễn viên lồng tiếng cho nhân vật Rin và Natsume Kyousuke trong visual novel, người lồng tiếng cho nhân vật Noumi Kudryavka cũng tham gia phát thanh từ tháng 3 năm 2009.

## Cách chơi
Cách chơi của Little Busters! chỉ đòi hỏi người chơi tương tác ở một vài đoạn, phần lớn thời gian còn lại là đọc những dòng chữ xuất hiện trên màn hình, thường mô tả đoạn đối thoại giữa các nhân vật khác nhau xen lẫn suy nghĩ nội tâm của nhân vật chính. Sau khi nắm bắt được tình huống thông qua những dòng chữ, người chơi sẽ nhìn thấy một "điểm quyết định" và có một vài lựa chọn được đưa ra buộc họ phải tương tác. Các "điểm quyết định" này thường thay đổi và xuất hiện không đều đặn, có thể cách nhau ít phút hoặc lâu hơn. Trò chơi sẽ tự động tạm dừng khi người chơi nhìn thấy những điểm này, chờ cho đến khi người chơi đưa ra quyết định, sau đó cốt truyện sẽ tiến triển theo một hướng nhất định.

Trong phiên bản gốc, có sáu mạch truyện chính để người chơi trải nghiệm, mỗi mạch truyện tập trung vào câu chuyện của một nhân vật nữ. Sau đó đã tăng lên thành chín mạch truyện trong phiên bản Little Busters! Ecstasy do hai trong số các nhân vật phụ trở thành nhân vật nữ chính cùng với sự xuất hiện của một nhân vật nữ khác. Người chơi sẽ phải chơi lại nhiều lần, mỗi lần lại chọn những hướng khác nhau để đạt được những kết thúc tương ứng, từ đó mới nắm bắt được nội dung của toàn bộ visual novel. Mỗi khi kịch bản của một nhân vật kết thúc, các lựa chọn cho cốt truyện của nhân vật đó sẽ không thể tiếp tục trong lần chơi tiếp theo bởi vì sự chọn lựa đó sẽ dẫn đến một kết thúc mà hiện tại người chơi chưa thể đạt đến. Sau khi tất cả các cốt truyện đã được hoàn tất, một kịch bản gọi là Refrain sẽ xuất hiện, nó trả lời mọi thắc mắc cho các câu hỏi xuất hiện trong những kịch bản bình thường. Hoàn thành cốt truyện cuối cùng đó cũng sẽ giúp mở ra các chi tiết trong cốt truyện của các nhân vật nữ chính, giúp người chơi đạt đến những kết thúc chưa thực hiện được lúc đầu, người chơi có thể chơi lại các cốt truyện này nếu họ muốn, khi đó họ có thể chọn các "điểm quyết định" mà ban đầu không thể chọn.

Một ví dụ về tình huống đối kháng thường thấy trong Little Busters!, thể hiện cảnh nhân vật Rin đang giao đấu với nhân vật Masato.

Các thành viên trong nhóm Little Busters luôn phải chiến đấu trực diện với một hoặc nhiều đối thủ. Có rất nhiều cảnh đối kháng nhưng không cần đến sự tương tác nhanh nhẹn của người chơi. Mỗi nhân vật có cách chiến đầu riêng tùy vào thông số của nhân vật (gồm sức mạnh, sức chịu đựng, sự nhanh nhẹn, phản xạ, tập trung, quyết đoán và may mắn), thanh máu của nhân vật sẽ thể hiện nhân vật còn có thể chịu được việc bị tấn công bao lâu nữa. Số lượng máu của nhân vật sẽ tùy thuộc vào sức chịu đựng. Các vật dụng hỗ trợ có thể sử dụng cho bất kỳ loại vũ khí nào đang được sử dụng. Sẽ có thêm nhiều "nhiệm vụ" phụ cho các thành viên của Little Busters để có thể đạt đến mục đích nào đó tùy thuộc vào việc lựa chọn người chơi, bất kể là thành công hay thất bại. Các nhiệm vụ này thường là chiến đấu, nó giúp cho nhân vật tích lũy kinh nghiệm thu nhặt đồ vật hay cải thiện các thông số của mình. Tuy nhiên các nhiệm vụ này không làm ảnh hưởng đến cốt truyện chính, người chơi có thể lựa chọn lược bỏ các sự kiện như chiến đấu hay luyện tập và tập trung vào cốt truyện chính.
Khi mới bắt đầu trò chơi, nhân vật Rin có thông số rất yếu, nhưng sau khi người chơi hoàn tất vài cốt truyện thì Rin và Riki sẽ có thông số mạnh hơn so với lúc bắt đầu trò chơi mới, thậm chí Rin và Riki có thể đánh bại được các đối thủ mạnh trước đây xuất hiện ở phần đầu mà họ không thể đánh bại. Trong suốt visual novel, người chơi sẽ đưa ra các lựa chọn trực tiếp cho Riki thông qua các "điểm quyết định" để giải quyết các vấn đề mà các nhân vật nữ chính gặp phải, ngoại trừ Rin.
Cho dù phiên bản đầu tiên được xếp loại là dành cho mọi lứa tuổi, vẫn có nhiều hình ảnh nghệ thuật CG trong visual novel thể hiện cảnh các nhân vật nữ trong tư thế khêu gợi, nhưng không bao giờ đạt đến mức hentai. Điều này không giống như các tựa game trước như CLANNAD hay planetarian ~Chiisana Hoshi no Yume~, vốn cũng được xếp loại dành cho mọi lứa tuổi nhưng không có bất kỳ hình ảnh khêu gợi hay dành cho người hâm mộ nào. Các chi tiết dành cho người lớn chỉ được thêm vào ở phiên bản thứ ba là Little Busters! Ecstasy, trong đó thể hiện nhiều cảnh quan hệ tình dục giữa nhân vật Riki và một trong chín nhân vật nữ chính. Các kịch bản mới được thêm vào cho hai nhân vật là Futaki Kanata và Sasasegawa Sasami, vốn là hai nhân vật phụ trong phiên bản đầu. Ngoài ra, một nhân vật nữ mới là Tokido Saya trở thành cốt truyện trọng tâm trong Ecstasy. Cốt truyện của nhân vật mới này không thể chọn được nếu visual novel chỉ mới được chơi lần đầu tiên.

## Tổng quan

Sân tập bóng chày thường xuất hiện trong Little Busters!. Phòng tập thể dục nằm phía phải và dãy trường học chính có thể nhìn thấy ở góc trái.

### Chủ đề và thiết lập
Phần chính của cốt truyện diễn ra tại một trường trung học ở Nhật Bản. Nhân vật Kyousuke từng nhận xét rằng "thế giới này có một bí mật", Kengo và Masato cũng để ý đến điều đó. Các nhân vật sống trong một ký túc xá nam và nữ được xây tiếp giáp với khuôn viên trường. Đối diện với ký túc xá là công trình chính trong trường, nơi các lớp học được xây dựng kèm theo một căng tin dưới tầng trệt. Ngôi trường này có bốn tầng và một tầng thượng, nơi mọi người có thể lên xuống dễ dàng nếu họ muốn. Có một sân trường lớn nằm trong khu vực chính và khu hồ bơi ngay kế bên sân. Mặt bên kia của trường là một sân tập bóng chày, nhiều phòng tập thể dục và sân quần vợt nằm gần công trình chính hơn.
Tuổi thơ và thời niên thiếu là chủ đề chính của Little Busters!. Đoạn phim mở đầu của visual novel có hai dòng chữ Anh ngữ: "What 'Adolescence' do you have?" ('Thời niên thiếu' của bạn như thế nào?) và "Do you remember 'Childhood'?" (Bạn có nhớ 'thời thơ ấu' của mình không?). Nhân vật nam chính Naoe Riki đã chơi cùng bốn người bạn từ khi còn bé cho đến khi thành thiếu niên, lúc câu chuyện bắt đầu. Như vậy, tình bạn là một chủ đề khác được hình thành trên cơ sở bạn bè của Riki trong trường và mối quan hệ này được cho là không thể thay thế. Câu thứ ba Anh ngữ xuất hện trong phần phim mở đầu của phiên bản gốc là "The irreplaceable one existed there" (Một thứ không thể thay thế đã ở đó) và câu tiếp theo xuất hiện trong phần mở đầu của Little Busters! Ecstasy: "This will remind you that you have to recollect 'Adolescence'." (Nó sẽ nhắc nhở bạn nhớ lại 'thời niên thiếu' của mình.).

### Nhân vật chính

Từ trên xuống dưới theo chiều kim đồng hồ: Masato, Kyousuke, Kengo, Komari, Haruka, Yuiko, Mio, Riki, Rin và Kudryavka - các nhân vật chính của visual novel.

Người chơi sẽ vào vai Naoe Riki, nhân vật nam chính của Little Busters!. Anh mang một bộ dạng mềm yếu vì tính cách khá nữ tính của mình cùng thể chất không được tốt lắm, anh cũng có những suy nghĩ đơn giản hơn so với các bạn của mình. Riki là thành viên của một nhóm bạn được gọi là Little Busters, ban đầu nhóm này có bốn thành viên và sau đó tăng lên thành năm khi anh gia nhập, cuối cùng nó có tổng cộng mười thành viên trong suốt cốt truyện, bao gồm gồm cả sáu nhân vật nữ chính. Nhóm trưởng của Little Busters là Natsume Kyousuke, thành viên lớn tuổi nhất. Anh thường nảy ra nhiều ý tưởng vô cùng cao siêu và hoàn toàn vô lý nhưng lại luôn luôn tìm các lời giải thích khác nhau để nó trở thành có lý. Anh rất thích đọc manga lolicon, dù luôn luôn phủ nhận điều này.
Natsume Rin, một trong số các nhân vật nữ chính trong Little Busters!, là em ruột của Kyousuke và cũng là thành viên nữ duy nhất đầu tiên tham gia nhóm Little Busters. Cô không thường trò chuyện với những người khác do kỹ năng giao tiếp yếu kém của mình. Do đó, Rin có khuynh hướng chống lại xã hội và luôn sống cô độc. Rin rất yêu mèo, cô đã chăm sóc nhiều con mèo hoang trong trường; cả đàn mèo bám theo cô mỗi ngày cũng vì lý do đó. Bạn cùng phòng của Riki và cũng là một thành viên trong Little Busters là Inohara Masato, một anh chàng to con luôn hăng hái làm việc cũng như luyện tập để có được cơ thể cường tráng hơn nữa. Anh quan tâm đặc biệt đến Riki và sẵn sàng thể hiện nhiều hơn việc chỉ nói rõ điều đó. Đối thủ của Masato trong nhóm Little Busters là Miyazawa Kengo, anh rất giỏi kendo và có tính đa nghi, nhưng niềm đam mê của anh dành cho Little Busters thì không ai bì được.
Riki lần lượt gặp gỡ năm nhân vật nữ khác trong trường và tất cả họ sau này đều gia nhập nhóm Little Busters, họ cũng là những nhân vật nữ chính còn lại của trò chơi. Đầu tiên là Kamikita Komari, một cô gái rất trẻ con khi cực kì mê truyện cổ tích, sách hình, kẹo và quần áo với nhiều lớp rườm rà. Cô rất vụng về và thường không suy nghĩ trước khi hành động. Komari học giỏi và cũng đáng ngạc nhiên là chơi tốt cả thể thao, mặc dù có nhiều lý do cản trở môn học này bởi thực tế rằng cô khá yếu ớt và chưa từng chơi bất kì môn thể thao nào thật đúng cách trước đó cả. Saigusa Haruka là bạn học khác lớp của Riki, nhưng bất chấp chuyện đó, cô luôn có thời gian chạy qua lại lớp của Riki. Cô là một người hay gây rối và thích tận hưởng sự náo động, chính vì thế mà người chị em sinh đôi của cô là Futaki Kanata, trưởng bộ phận gìn giữ trật tự của trường, luôn phải rượt theo để canh chừng.
Noumi Kudryavka, hay gọi ngắn gọn là "Kud" (クド Kudo), là một cô gái mang trong mình một phần dòng máu người Nhật và ba phần là người Nga. Ông của cô là người Nhật và có ảnh hưởng rất mạnh đến cô từ văn hóa cho đến ngôn ngữ Nhật Bản. Mặc dù Kudryavka viết và nói tiếng Anh khá tệ, cô vẫn rút ngắn được một năm học tại trường vì danh nghĩa là học sinh du học, dẫn đến việc khiến cô trở thành thành viên trẻ nhất trong Little Busters. Kudryavka cũng xuất hiện trong visual novel thứ tám của Key là Kud Wafter như một nhân vật nữ chính. Kurugaya Yuiko, một cô bạn cùng lớp với Riki có cá tính thích tự lập và đôi khi thấy mang bên mình một bản sao thanh katana tên là Muramasa. Cô được xem như một người chị theo cách nghĩ của mọi người dù cùng tuổi với các nhân vật khác và thường được gọi là Anego (姉御 đàn chị) bởi Haruka. Cô thích những thứ hay ai đó mà cô xem là dễ thương. Nishizono Mio là một cô gái rất điềm tĩnh và siêng năng. Do sức khỏe không tốt nên cô luôn che một cây dù trắng khi ra ngoài. Cô rất thích đọc sách, đặc biệt là khi nó có yếu tố shōnen-ai, và phòng của cô toàn là sách. Cô thường cầm một quyển hợp tuyển các bài thơ của Wakayama Bokusui.

Một đoạn hội thoại thường gặp giữa người chơi và nhân vật Komari trong visual novel Little Busters!.

### Cốt truyện
Cốt truyện của Little Busters! xoay quanh nhân vật chính Naoe Riki, một nam sinh trung học. Khi Riki vẫn còn là một cậu bé thì cha mẹ của anh đã mất, để lại một mình anh tuyệt vọng và chán nản. Một nhóm ba cậu bé và một cô bé cùng tuổi với anh, những người tự nhận mình là Little Busters - nhóm chuyên chống lại cái ác và bảo vệ công lý, đã giúp Riki thoát ra khỏi tình trạng đó. Nhóm trưởng Natsume Kyousuke có một em gái là Rin. Hai thành viên khác là Inohara Masato và Miyazawa Kengo, vốn là hai đối thủ của nhau trong thể thao nhưng lại là bạn thân của nhau. Họ đã kéo Riki ra ngoài và chơi cùng nhau vào thời điểm mà anh rất cần có người tâm sự, và anh nghiễm nhiên trở thành thành viên thứ năm của Little Busters. Thời gian trôi đi, Riki rất thích chơi với họ và sự đau buồn của anh đối với cái chết của cha mẹ mình cũng dần dần phai mờ. Khi câu chuyện bắt đầu, Riki và các bạn của anh đã là học sinh năm thứ hai trung học, trừ Kyousuke đã học năm thứ ba. Họ vẫn chơi cùng nhau và tận hưởng cuộc sống chốn học đường của mình.
Câu chuyện bắt đầu vào chủ nhật, ngày 13 tháng 5 năm 2007, và ngày hôm sau tại trường, Kyousuke quyết định rằng nhóm Little Busters sẽ chơi bóng chày, vấn đề là họ không có đủ thành viên để thành lập một đội bóng. Kyousuke đã giao nhiệm vụ cho Riki và Rin đi xung quanh trường học để tìm thêm thành viên tham gia, và nếu là các cô gái thì càng tốt vì như thế sẽ không khiến Rin là thành viên nữ duy nhất của nhóm. Riki đã tìm thấy năm cô gái cùng tuổi và sẵn sàng giúp đỡ anh. Đó là: Kamikita Komari, một cô gái có tính cách rất trẻ con và vụng về; Saigusa Haruka, một người hay gây rối và thích tận hưởng sự náo động; Noumi Kudryavka, một cô gái Nga có một phần tư dòng máu là người Nhật đang tham gia câu lạc bộ kinh tế gia đình và rất tệ tiếng Anh; Kurugaya Yuiko, một cô gái được mọi người xung quanh tôn trọng và thích sống tự lập cùng Nishizono Mio, một cô gái điềm tĩnh với thể chất yếu luôn luôn che một cây dù khi ra ngoài. Trong suốt trò chơi, Riki sẽ gặp gỡ với các cô gái này và tìm hiểu sâu thêm về cuộc sống của họ.
Phần chính của cốt truyện diễn ra tại một trường trung học trông có vẻ như rất bình thường, nhưng trên thực tế, tất cả sự kiện đã xảy ra trước cả thời điểm mà Little Busters! đang diễn ra, và Riki và Rin đang hồi tưởng lại nó trong một thế giới nhân tạo tạo ra bởi Kyousuke. Họ và các nhân vật chính khác đã gặp một tai nạn xe buýt trong chuyến dã ngoại của trường, chỉ còn hai người trong nhóm sẽ sống sót. Kyousuke tạo ra thế giới này để giúp họ có thêm sức mạnh trước những biến cố khủng khiếp này khi thức tỉnh ở thế giới thực. Thế giới này có thời gian lắp vòng, cho dù đã quên mất những gì đã xảy ra, Riki và Rin đã cố gắng trở nên mạnh mẽ hơn, và Kyousuke hy vọng rằng họ cuối cùng sẽ có đủ sức mạnh để rời khỏi thế giới này. Họ đã thoát khỏi vụ tai nạn và sống sót trước khi chứng ngủ rũ của Riki tái phát. Riki đã thề sẽ chiến đấu chống lại căn bệnh của mình để bảo vệ Rin, đó chính là lý do anh có thể mang Rin ra khỏi vụ nổ vừa kịp lúc trước khi bất tỉnh.
Rin quay trở lại thế giới nhân tạo một lần nữa (lần này nó được tạo ra bởi Riki và Rin), đây là nơi cô đã sử dụng hình ngôi sao cài trên dải băng kẹp tóc màu đỏ của Komari từng gửi và cùng Riki trở lại thời điểm tai nạn xảy ra. Họ phát hiện ra rằng chính Kyousuke, người đã lẻn lên xe buýt (vì là năm thứ ba nên anh không được phép đi), đã cố gắng bịt các lỗ rò rỉ trên bình xăng để ngăn chặn vụ nổ, bất chấp chấn thương của anh nặng hơn nhiều so với những người khác. Do đó, Riki và Rin đã hợp sức cứu tất cả mọi người, kể cả Kyousuke, tại hiện trường vụ tai nạn. Mọi người trên xe buýt bắt đầu hồi phục chấn thương của họ, cho dù Kyousuke bình phục chậm hơn người khác do bị thương quá nặng. Ngay khi Kyousuke hoàn toàn hồi sức, anh đã cố gắng thi lấy bằng lái và đưa mọi người trong nhóm Little Busters đi một chuyến dã ngoại khác.

## Phát triển
Lần đầu tiên trong lịch sử của Key, hai nghệ sĩ đã cùng ngồi lên chiếc ghế chỉ đạo nghệ thuật cho visual novel, đó là Hinoue Itaru và Na-Ga. Hinoue từng đảm nhận vị trí này ngay từ khi Key sản xuất tựa game đầu tay của họ là Kanon, và Na-Ga gia nhập Key kể từ lúc công ty này sản xuất AIR với vai trò là họa sĩ đồ họa vi tính và thiết kế phông nền nghệ thuật cho trò chơi. Do có đến hai chỉ đạo nghệ thuật nên khâu thiết kế nhân vật được chia ra cho hai người, mặc dù phần lớn các nhân vật ở cả hai bản phát hành do Na-Ga tạo hình. Trong số sáu nhân vật nữ chính của kịch bản gốc, ba nhân vật là Komari, Haruka và Yuiko được thiết kế bởi Hinoue trong khi Rin, Kudryavka và Mio được thiết kế bởi Na-Ga. Về kịch bản, Maeda Jun tiếp tục là nhà biên kịch chính cho tác phẩm, ông cũng tham gia soạn một số bản nhạc dùng trong visual novel. Little Busters! cũng là tác phẩm cuối cùng có sự đóng góp của Maeda trong khâu kịch bản. Ngoài ra còn có nhiều nhà văn khác tham gia vào trò chơi như Kashida Leo, người đã tham gia thực hiện Tomoyo After ~It's a Wonderful Life~, cùng hai người viết kịch bản mới của Key là Tonokawa Yūto và Shirokiri Chika. Maeda đã viết kịch bản cho nhân vật Rin và tất cả các nhân vật nam, Kashida viết kịch bản cho nhân vật Mio, Tonokawa viết kịch bản cho Komari và Yuiko, cuối cùng là Shirokiri viết kịch bản cho Haruka và Kudryavka. Các nhạc phẩm trong trò chơi, không tính của Maeda, đã được soạn bởi bốn nhà soạn nhạc khác nhau bao gồm hai nhạc sĩ chủ chốt của Key là Orito Shinji và Togoshi Magome cùng hai nhà soạn nhạc mới gia nhập là Manack và PMMK. Togoshi đã rời khỏi Key vào tháng 10 năm 2006 trước khi tác phẩm này được phát hành.

### Lịch phát hành
Vào ngày 1 tháng 6 năm 2007, một bản demo miễn phí của Little Busters! cho phép mọi người tự do tải xuống đã xuất hiện trên website chính thức của Key. Trong bản demo, người chơi sẽ được giới thiệu sơ qua về các nhân vật trong nhóm Little Busters bằng cách làm theo một chuỗi ngắn cách chơi cơ bản của visual novel này. Bản demo đã không tạo cơ hội cho người chơi tương tác với các nhân vật, điều này khiến nó giống như một dạng "kinetic novel" ngắn. Bản đầy đủ của trò chơi ra mắt vào ngày 27 tháng 7 năm 2007 như một phiên bản giới hạn, chỉ chơi được trên hệ điều hành Microsoft Windows của PC sử dụng ổ DVD. Phiên bản chính thức phát hành ngày 28 tháng 9 năm 2007. Phiên bản giới hạn có đính kèm một album hòa âm các nhạc phẩm chủ đề của trò chơi, cùng một cuốn sách hướng dẫn có tựa Natsume Kyousuke Fūrai Ki (棗恭介風来記) dày 128 trang. Cuốn sách có chứa nhiều thông tin và hình ảnh về các nhân vật, phông nền CG, triển lãm nghệ thuật, hình ảnh về các nhân vật nữ đã từng công bố trên nhiều tạp chí khác nhau chuyên về game và anime Nhật Bản, một phần các câu hỏi và giải đáp, thông tin về những người thực hiện tác phẩm và lời của một số bài hát đặc trưng trong trò chơi. Bài phỏng vấn Maeda Jun và Tonokawa Yūto, đăng trong số ra tháng 8 năm 2007 của tạp chí Push!!, có ghi nhận rằng cốt truyện của Little Busters! có thời gian hoàn thành dài gấp đôi AIR, nhưng nó chỉ bằng phân nửa thời gian của CLANNAD. Tuy nhiên, báo cáo này còn chưa tính đến các minigame trong Little Busters! mang mục đích kéo dài thêm tác phẩm.

Bìa visual novel Little Busters! Ecstasy.

Một phiên bản dành cho người lớn của trò chơi mang tựa đề Little Busters! Ecstasy (リトルバスターズ!エクスタシー Ritoru Basutāzu Ekusutashī), hay gọi tắt là Little Busters-EX, đã ra mắt dưới dạng bản giới hạn vào ngày 25 tháng 6 năm 2008 thành hai đĩa DVD trọn gói chỉ có thể chơi trên máy PC sử dụng hệ điều hành Microsoft Windows, như một tựa game thứ bảy của Key; phiên bản chính thức được phát hành tiếp theo sau đó vào ngày 26 tháng 9 năm 2008. Phiên bản giới hạn có đính kèm thêm một album remix chứa các nhạc phẩm đặc trưng trong trò chơi và một CD dài 22 phút chứa một chuyên mục đặc biệt đã phát sóng trong chương trình radio trên internet của Little Busters!. Ecstasy có chứa kịch bản mới và hình CG mới, bao gồm hai trong số các nhân vật phụ trong phiên bản trước đây là Futaki Kanata và Sasasegawa Sasami được nâng cấp thành nhân vật nữ chính, với phong cách giống như các nhân vật nữ chính hiện tại, cùng với sự xuất hiện của một nhân vật nữ chính khác hoàn toàn mới là Tokido Saya, thiết kế bởi Na-Ga và cốt truyện viết bởi Maeda Jun. Tonokawa đã viết kịch bản của Sasami và Shirokiri viết cốt truyện cho Kanata. Những dòng chữ đối thoại trong phiên bản gốc cũng được viết lại trong Ecstasy, nâng số lượng các câu đối thoại trong tác phẩm lên đến 43.347 dòng. Chốt lại, Little Busters! Ecstasy dài hơn CLANNAD khoảng 4.000 chữ, khiến nó trở thành tác phẩm dài nhất của Key tính đến thời điểm hiện tại, và chứa nhiều dữ liệu nhất khiến nó phải phát hành thành hai đĩa DVD (thay vì một như phiên bản gốc).
Khoảng ba hay bốn tháng trước khi Little Busters! được phát hành thì Ecstasy vẫn chưa được quyết định sẽ thực hiện hay không. Phiên bản chính thức của Ecstasy có bổ sung thêm vài chi tiết và thay đổi nhỏ trong kịch bản cũng như minigame, điển hình là việc bổ sung thêm các loại vũ khí mới có thể dùng trong minigame đối kháng. Phiên bản cập nhật 1.01 cho bản giới hạn của Ecstasy được tung lên trang web của Key cho phép mọi người tự do tải xuống vào ngày 22 tháng 9 năm 2008, phiên bản bình thường của Ecstasy đã tích hợp sẵn bản cập nhật này. Phiên bản mọi lứa tuổi của Ecstasy dành cho hệ PC đã được Key công bố vào ngày 31 tháng 7 năm 2009 trong một hộp chứa năm visual novel khác của hãng này mang tên Key 10th Memorial Box. Prototype đã phát hành phiên bản trên hệ máy PlayStation 2 (PS2) của Ecstasy với tựa đề Little Busters! Converted Edition vào ngày 24 tháng 12 năm 2009 với nội dung đã loại bỏ tất cả các cảnh hentai. Phiên bản PS2 đã được công bố và cho phép mọi người chơi thử tại Key 10th Memorial Fes, một sự kiện kỷ niệm 10 năm thành lập Key tổ chức từ ngày 28 tháng 2 đến 1 tháng 3 năm 2009. Phiên bản PlayStation Portable (PSP) của Little Busters! Converted Edition cũng đã được phát hành bởi Prototype vào ngày 25 tháng 11 năm 2010.

## Các chuyển thể

### Sách xuất bản

Bìa art book Little Busters! Perfect Visual Book.

Một loạt gồm 12 mẫu truyện ngắn đã đăng trên tạp chí chuyên về bishōjo Dengeki G's Magazine, xuất bản bởi ASCII Media Works. Sau đó từng chương truyện riêng lẻ được tập hợp lại dưới tựa đề Official Episode Collection và giới thiệu thành hai đợt, mỗi đợt có chứa sáu mẫu truyện. Đợt đầu tiên được đăng trong số ra từ 30 tháng 1 đến 30 tháng 6 năm 2006 và đợt thứ hai từ 30 tháng 8 năm 2006 đến ngày 30 tháng 1 năm 2007. Trong mỗi đợt phát hành, mỗi chương trong số sáu chương truyện sẽ lần lượt đề cập đến một trong số sáu nhân vật nữ chính, kèm theo đó là một tấm hình lớn minh họa nhân vật nữ đó chiếm hết không gian của trang đầu tiên trong câu chuyện. Cách trình bày này chỉ thể hiện vài dòng chữ nhỏ trên trang đầu tiên, các trang còn lại chứa văn bản bình thường, hình ảnh của các nhân vật nữ chính được in mờ phía sau. Komari, Haruka và Yuiko được vẽ bởi Hinoue Itaru trong khi Rin, Kudryavka và Mio minh họa bởi Na-Ga. Maeda Jun đã viết phần truyện của Rin, Kashida Leo viết phần của Mio, Tonokawa Yūto viết phần của Komari và Yuiko, còn Shirokiri Chika viết phần của Haruka và Kudryavka.
Một tuyển tập light novel đã được phát hành bởi Ichijinsha vào ngày 25 tháng 1 năm 2008 mang nhãn hiệu DMC Novel với tựa đề Little Busters! Novel Anthology (リトルバスターズ! ノベルアンソロジー). Tuyển tập này được viết bởi sáu tác giả và minh họa bởi sáu họa sĩ khác nhau. Bốn tập truyện ngắn được biên soạn bởi nhiều tác giả khác nhau có tựa đề Little Busters! SSS (リトルバスターズ!SSS), phát hành bởi Harvest từ tháng 3 đến tháng 11 năm 2008. Harvest cũng đã xuất bản một quyển tiểu thuyết do Saika Tasuku làm chủ bút mang tên Little Busters! Haruka Saigusa's Trouble Record Book (リトルバスターズ!三枝葉留佳の事件簿 Ritoru Basutāzu! Saigusa Haruka no Jikenbo) vào tháng 9 năm 2008. Mười tập của một sê-ri truyện ngắn khác viết bởi nhiều tác giả khác nhau có tựa Little Busters! Ecstasy SSS (リトルバスターズ!エクスタシーSSS) đã được Harvest phát hành từ tháng 1 năm 2009 đến tháng 10 năm 2010. Năm tập của một bộ tiểu thuyết dành cho người lớn mang tựa đề Little Busters! Ecstasy Half & Half (リトルバスターズ!エクスタシー ハーフ&ハーフ) biên soạn bởi nhiều tác giả và do Harvest phát hành từ tháng 2 đến tháng 6 năm 2009. Harvest cũng xuất bản một quyển tiểu thuyết do Murata Osamu viết có tựa Little Busters! Ecstasy: Our School Festival War (リトルバスターズ！エクスタシー 僕らの学園祭戦争 Ritoru Basutāzu! Ekusutashī Bokura no Gakuensai Sensō) vào cuối tháng 3 năm 2009.
Hai tập đầu tiên của một tuyển tập truyện ngắn biên soạn bởi Kodama Shin'ichirō, Itoi Ken'ichi và Kachō có tựa LittBus. (りとばす。 Ritobasu) đã ra mắt trong tháng 5 và tháng 7 năm 2009. Paradigm đã xuất bản một tuyển tập light novel dài ba tập nói về các nhân vật mang tên Little Busters! Ecstasy Anthology (リトルバスターズ！エクスタシー Anthology) từ tháng 2 đến tháng 6 năm 2010. Harvest cũng xuất bản một sê-ri light novel dài ba tập về các nhân vật với tựa Little Busters! Ecstasy Character Anthology (リトルバスターズ! エクスタシー Character Anthology), ra mắt từ tháng 6 đến tháng 12 năm 2010. Harvest đã xuất bản một tuyển tập truyện ngắn minh họa có tựa Little Busters! Ecstasy 4-Page Short Story Collection (リトルバスターズ! エクスタシー 4頁短編集) vào tháng 10 năm 2010. Paradigm cũng cho ra mắt hai tập của bộ hợp tuyển light novel mang tên Little Busters! Ecstasy Academy Party (リトルバスターズ!エクスタシー 学園パーティー) trong tháng 12 năm 2010 và tháng 4 năm 2011.
Một art book có tựa Little Busters! Perfect Visual Book (リトルバスターズ! パーフェクトビジュアルブック Ritoru Basutāzu! Pāfekkto Bijuaru Bukku) phát hành vào ngày 20 tháng 12 năm 2007. Cuốn sách này phát hành bởi ASCII Media Works, dày 206 trang, bìa cứng tập hợp các tài liệu của nhà xuất bản và hình ảnh quảng bá nghệ thuật cho visual novel, chi tiết về các nhân vật và nhiều ghi chú, cùng phần tổng quát vầ cốt truyện của visual novel. Nó cũng tập hợp tất cả các hình CG trong visual novel, các hình phác thảo, các bài phỏng vấn nhóm thực hiện trò chơi cùng mẫu truyện ngắn "Our" Morning (「僕ら」の朝 'Bokura' no Asa) của Tonokawa Yūto. Một phần ngắn ở cuối cuốn sách có ghi tổng kết về giai đoạn biên soạn các nhạc phẩm có giai điệu du dương cùng lời của một số bài hát đặc trưng trong visual novel. Đính kèm với cuốn sách này là hai hình phác thảo bằng viết chì. Thông số của các loại vũ khí dùng trong các minigame cũng được liệt kê trong một bản vẽ. Một art book khác có tựa Little Busters! Ecstasy Perfect Visual Book (リトルバスターズ!エクスタシー パーフェクトビジュアルブック Ritoru Basutāzu! Ekusutashī Pāfekkto Bijuaru Bukku) cũng được ASCII Media Works phát hành vào ngày 19 tháng 12 năm 2008.

#### Các tập sách
Dưới đây là danh sách các tập sách và ấn phẩm của Little Busters! và Ecstasy xuất bản tại Nhật (không tính 12 chương của Official Episode Collection):
| Little Busters! Novel Anthology - ISBN 978-475800-425-1, 25 tháng 1 năm 2008 Little Busters! SSS - Tập 1: ISBN 978-443411-695-7, 1 tháng 4 năm 2008 - Tập 2: ISBN 978-443411-938-5, 1 tháng 6 năm 2008 - Tập 3: ISBN 978-443412-021-3, 1 tháng 8 năm 2008 - Tập 4: ISBN 978-443412-307-8, 1 tháng 11 năm 2008 Little Busters! Haruka Saigusa's Trouble Record Book - ISBN 978-443412-143-2, 1 tháng 9 năm 2008 Little Busters! Ecstasy SSS - Tập 1: ISBN 978-443412-576-8, 1 tháng 1 năm 2009 - Tập 2: ISBN 978-443412-577-5, 30 tháng 1 năm 2009 - Tập 3: ISBN 978-443412-790-8, 1 tháng 3 năm 2009 - Tập 4: ISBN 978-443412-791-5, 1 tháng 4 năm 2009 - Tập 5: ISBN 978-443413-046-5, 28 tháng 4 năm 2009 - Tập 6: ISBN 978-443413-048-9, 30 tháng 7 năm 2009 - Tập 7: ISBN 978-443413-831-7, 1 tháng 2 năm 2010 - Tập 8: ISBN 978-443414-365-6, 30 tháng 4 năm 2010 - Tập 9: ISBN 978-443414-540-7, 10 tháng 8 năm 2010 - Tập 10: ISBN 978-443414-812-5, 5 tháng 10 năm 2010 Little Busters! Ecstasy: Our School Festival War - ISBN 978-443412-904-9, 31 tháng 3 năm 2009 Little Busters! Ecstasy Academy Party - Tập 1: ISBN 978-4-89490-641-9, 23 tháng 12 năm 2010 - Tập 2: ISBN 978-4-89490-642-6, 1 tháng 4 năm 2011 | LittBus. - Tập 1: ISBN 978-443413-049-6, 30 tháng 5 năm 2009 - Tập 2: ISBN 978-443413-050-2, 1 tháng 8 năm 2009 Little Busters! Ecstasy Half & Half - Tập 1: ISBN 978-443412-778-6, 1 tháng 2 năm 2009 - Tập 2: ISBN 978-443412-779-3, 1 tháng 3 năm 2009 - Tập 3: ISBN 978-443412-941-4, 1 tháng 4 năm 2009 - Tập 4: ISBN 978-443413-045-8, 1 tháng 5 năm 2009 - Tập 5: ISBN 978-443413-047-2, 1 tháng 6 năm 2009 Little Busters! Ecstasy Anthology - ISBN 978-489490-651-8, 26 tháng 2 năm 2010 - ISBN 978-489490-652-5, 1 tháng 5 năm 2010 - ISBN 978-489490-653-2, 25 tháng 6 năm 2010 Little Busters! Ecstasy Character Anthology - ISBN 978-443414-537-7, 1 tháng 6 năm 2010 - ISBN 978-443414-814-9, 15 tháng 10 năm 2010 - ISBN 978-443415-057-9, 15 tháng 12 năm 2010 Little Busters! Perfect Visual Book - ISBN 978-4-8402-4156-4, 20 tháng 12 năm 2007 Little Busters! Ecstasy Perfect Visual Book - ISBN 978-4-0486-7505-5, 19 tháng 12 năm 2008 Little Busters! Ecstasy 4-Page Short Story Collection - ISBN 978-4-43414-813-2, 5 tháng 10 năm 2010 |

### Manga

Bìa manga Little Busters! The 4-koma tập 1.

Một sê-ri manga theo phong cách 4 hình một trang có tựa Little Busters! The 4-koma (リトルバスターズ！The4コマ) đã được đăng thường kì trên tạp chí Dengeki G's Magazine của ASCII Media Works từ số ra tháng 3 năm 2006 đến tháng 3 năm 2010. Manga lấy cốt truyện dựa theo cảm hứng từ visual novel gốc và được minh họa bởi Sasagiri Yūya. Đa phần mỗi chương dài 8 trang và 15 khung tranh riêng biệt. Một số chương như chương 17 và 22 bắt đầu có cách trình bày giống như các manga bình thường và trong tám trang có chứa 16 khung tranh. Một chương "thêm" bổ sung đã ra mắt trong tập chín của Dengeki G's Festival! vào ngày 30 tháng 6 năm 2007 với 10 trang và 19 khung truyện đều được in màu. Chương đặc biệt của loạt manga này đã ra mắt trên tạp chí manga Dengeki G's Festival! Comic của ASCII Media Works. Tập tankōbon đầu tiên phát hành bởi ASCII Media Works mang nhãn hiệu Dengeki Comics EX vào ngày 27 tháng 8 năm 2007. Phần cuối của tập đầu có thêm một phụ chương dưới hình thức manga bình thường, hai trong số đó có kèm thêm lời bình luận từ bốn nhân viên chủ chốt của Key là Hinoue Itaru, Maeda Jun, Na-Ga và Tonokawa Yūto. Tập bốn và cũng là tập cuối của loạt manga này phát hành vào ngày 27 tháng 4 năm 2010. Sasagiri Yūya cũng minh họa cho loạt manga sinh đôi là Little Busters! EX The 4-koma (リトルバスターズ！EX The4コマ), bản xem trước của tác phẩm đã ra mắt trong số ra tháng 4 năm 2010 của Dengeki G's Magazine và bắt đầu đăng thường kì từ số ra tháng 6 năm 2010 của tạp chí này. Tankōbon đầu tiên của Little Busters! EX The 4-koma đã phát hành vào ngày 26 tháng 2 năm 2011.
Một bộ manga khác có tựa Little Busters! (リトルバスターズ! Ritoru Basutāzu!) do Takagi Nobuyuki minh họa, bắt đầu đăng thường kì trên Dengeki G's Festival! Comic từ ngày 26 tháng 11 năm 2007. Tankōbon đầu tiên của loạt manga này phát hành ngày 27 tháng 4 năm 2009; tập thứ ba ra mắt ngày 27 tháng 4 năm 2011. Loạt manga thứ tư mang tên "official Little Busters! (リトルバスターズ! Ritoru Basutāzu!) comic" minh họa bởi Anagura Mogura, bắt đầu đăng thường kì trên tạp chí Comp Ace của Kadokawa Shoten từ số ra tháng 5 năm 2008. Tập đầu tiên của bộ manga này phát hành vào ngày 26 tháng 9 năm 2008 và tập thứ hai ra mắt ngày 22 tháng 4 năm 2010. Sê-ri manga thứ năm có tựa Little Busters! Ecstasy: Saya Tokido ~School Revolution~ (リトルバスターズ!エクスタシー 朱鷺戸沙耶 ~SCHOOL REVOLUTION~) minh họa bởi Zen, đăng thường kì trên tạp chí Dengeki G's Festival! Comic từ ngày 26 tháng 1 năm 2009 đến 23 tháng 2 năm 2010. Tập đơn của sê-ri này phát hành vào ngày 27 tháng 4 năm 2010. Zen cũng thực hiện loạt manga Little Busters! EX: Sasami Sasasegawa ~Black Cat Fantasia~ (リトルバスターズ! EX 笹瀬川佐々美 ~Black Cat Fantasia~), bắt đầu đăng trên Dengeki G's Festival! Comic từ ngày 26 tháng 6 năm 2010 đến 26 tháng 4 năm 2011. Tập đơn của manga này ra mắt ngày 27 tháng 5 năm 2011. Zen tiếp tục sáng tác manga Little Busters! Ecstasy: Futaki Kanata My Minroud (リトルバスターズ! EX 二木佳奈多 〜My Minroud〜), sẽ ra mắt trong số ngày 23 tháng 6 năm 2011 của Dengeki G's Festival! Comic. Loạt manga thứ tám mang tên Little Busters! Ecstasy: Wonderbit Wandering (リトルバスターズ！エクスタシー　ワンダービット ワンダリング) minh họa bởi Misaki Juri, bắt đầu đăng thường kì trên Comp Ace từ số ra tháng 5 năm 2010. Tankōbon đầu tiên của sê-ri này phát hành vào ngày 25 tháng 9 năm 2010, tập thứ hai ra mắt ngày 26 tháng 4 năm 2011. Manga thứ tám có tựa Little Busters! Noumi Kudryavka (リトルバスターズ! 能美クドリャフカ) bắt đầu đăng từ số ra tháng 4 năm 2011 trong tạp chí Comic Rex của Ichijinsha và do Yoneda Kazusa minh họa. Tập đầu tiên của manga này sẽ phát hành ngày 27 tháng 8 năm 2011. Manga cuối cùng, trình bày theo kiểu bốn hình một trang, mang tựa Little Busters! Band Mission (リトルバスターズ!ばんどみっしょん) bắt đầu ra mắt trong số tháng 8 năm 2011 của tạp chí Manga 4-koma Palette cũng thuộc Ichijinsha, minh họa bởi Sakura Misaki.
Cũng có rất nhiều bộ hợp tuyển manga được xuất bản và minh bởi nhiều công ty và nghệ sĩ khác nhau. Sáu tập của bộ truyện tranh đầu tiên, một tuyển tập các manga theo phong cách 4 hình một trang do Enterbrain xuất bản với tựa đề Magi-Cu 4-koma Little Busters! (マジキュー4コマ リトルバスターズ!) mang nhãn hiệu MC Comics, phát hành từ tháng 9 năm 2007 đến tháng 7 năm 2008. Ba tập của một sê-ri khác do Ichijinsha xuất bản có tên Little Busters! Comic Anthology (リトルバスターズ!コミックアンソロジー), phát hành từ tháng 10 năm 2007 đến tháng 7 năm 2008, mang nhãn hiệu DNA Media Comics. Ba tập của bộ hợp tuyển thứ ba mang tên Little Busters (リトルバスターズ Ritoru Basutāzu), phát hành bởi Ohzora dưới nhãn hiệu Twin Heart Comics từ tháng 11 năm 2007 đến tháng 1 năm 2008. Một bộ hợp tuyển khác chỉ gồm một tập có tựa Go! Go! Our Little Busters! (いけ!いけ!僕らのリトルバスターズ! Ike! Ike! Bokura no Ritoru Basutāzu!), do Harvest phát hành ngày 20 tháng 12 năm 2007. Một tuyển tập khác mang tên Little Busters! Comic A La Carte (リトルバスターズ！コミックアラカルト) đã xuất hiện trên Comp Ace. Mười ba tuyển tập chứa các mẫu truyện theo phong cách 4 hình một trang có tựa đề Magi-Cu 4-koma Little Busters! Ecstasy (マジキュー4コマ リトルバスターズ!エクスタシー) đã được Enterbrain xuất bản từ tháng 11 năm 2008 đến tháng 5 năm 2011. Bốn tập của hợp tuyển manga Little Busters! Ecstasy Comic Anthology (リトルバスターズ!エクスタシーコミックアンソロジー) đã ra mắt từ tháng 11 năm 2008 đến tháng 8 năm 2011 bởi Ichijinsha. Sáu tập của bộ truyện Little Busters! Ecstasy Ecstatic Anthology (リトルバスターズ!エクスタシーえくすたちっくアンソロジー) cũng được phát hành bởi Ichijinsha từ tháng 7 năm 2009 đến tháng 3 năm 2011. Một bộ hợp tuyển khác xuất bản vào tháng 12 năm 2008 mang tên Little Busters! Ecstasy 4-koma Maximum (リトルバスターズ！エクスタシー 4コマMAXIMUM Ritoru Basutāzu! Ekusutashī 4-koma MAXIMUM) bởi Brain Navi. Hai tập đầu của tuyển tập manga lấy cốt truyện dựa theo sê-ri light novel Little Busters! Ecstasy Half & Half (リトルバスターズ!エクスタシー ハーフ&ハーフ) đã được Harvest phát hành vào tháng 6 và tháng 8 năm 2010. Một tuyển tập khác có tựa Little Busters! Ecstasy Comic A La Carte (リトルバスターズ！エクスタシー コミックアラカル) đã xuất hiện trên Comp Ace và sau đó phát hành thành một tập vào tháng 4 năm 2010. Mỗi bộ hợp tuyển manga này được viết và vẽ bởi rất nhiều người khác nhau, trung bình có khoảng 20 người tham gia thực hiện mỗi tập.

#### Các tập manga
Dưới đây là danh sách các tập manga Little Busters! và Ecstasy xuất bản tại Nhật (không tính Little Busters! Ecstasy: Futaki Kanata My Minroud và Little Busters! Comic A La Carte):
| Little Busters! The 4-koma - Tập 1: ISBN 978-484024-019-2, 27 tháng 8 năm 2007 - Tập 2: ISBN 978-404867-204-7, 1 tháng 7 năm 2008 - Tập 3: ISBN 978-404867-722-6, tháng 4 năm 2009 - Tập 4: ISBN 978-404868-517-7, 27 tháng 4 năm 2010 Little Busters! EX The 4-koma - Tập 1: ISBN 978-404870-340-6, 26 tháng 2 năm 2011 Little Busters! - Tập 1: ISBN 978-4-04867-713-4, 27 tháng 4 năm 2009 - Tập 2: ISBN 978-4-04868-509-2, 27 tháng 3 năm 2010 - Tập 3: ISBN 978-4-04870-498-4, 27 tháng 4 năm 2011 "official Little Busters! comic" - Tập 1: ISBN 978-4-04715-097-3, 26 tháng 9 năm 2008 - Tập 2: ISBN 978-4-04715-426-1, 22 tháng 4 năm 2010 Little Busters! Ecstasy: Saya Tokido ~School Revolution~ - ISBN 978-4-04868-572-6, 27 tháng 4 năm 2010 Little Busters! Ecstasy: Wonderbit Wandering - Tập 1: ISBN 978-4-04715-523-7, 25 tháng 9 năm 2010 - Tập 2: ISBN 978-4-04715-682-1, 26 tháng 4 năm 2011 Magi-Cu 4-koma Little Busters! - Tập 1: ISBN 978-475773-729-7, 25 tháng 9 năm 2007 - Tập 2: ISBN 978-475773-837-9, 26 tháng 11 năm 2007 - Tập 3: ISBN 978-475773-992-5, 30 tháng 1 năm 2008 - Tập 4: ISBN 978-475774-090-7, 24 tháng 3 năm 2008 - Tập 5: ISBN 978-475774-243-7, 26 tháng 5 năm 2008 - Tập 6: ISBN 978-475774-337-3, 25 tháng 7 năm 2008 Little Busters! Comic Anthology - ISBN 978-475800-413-8, 25 tháng 10 năm 2007 - ISBN 978-475800-416-9, 24 tháng 11 năm 2007 - ISBN 978-475800-453-4, 25 tháng 7 năm 2008 Little Busters - Tập 1: ISBN 978-4-7767-2354-7, 24 tháng 11 năm 2007 - Tập 2: ISBN 978-4-7767-2378-3, 25 tháng 12 năm 2007 - Tập 3: ISBN 978-4-7767-2414-8, 24 tháng 1 năm 2008 Little Busters! Noumi Kudryavka - Tập 1: ISBN 978-4-7580-6257-2, 27 tháng 8 năm 2011 | Go! Go! Our Little Busters! - ISBN 978-4-43411-452-6, 20 tháng 12 năm 2007 Magi-Cu 4-koma Little Busters! Ecstasy - Tập 1: ISBN 978-475774-495-0, 25 tháng 11 năm 2008 - Tập 2: ISBN 978-475774-672-5, 25 tháng 2 năm 2009 - Tập 3: ISBN 978-475774-846-0, 30 tháng 5 năm 2009 - Tập 4: ISBN 978-475775-001-2, 25 tháng 7 năm 2009 - Tập 5: ISBN 978-404726-080-1, 26 tháng 10 năm 2009 - Tập 6: ISBN 978-404726-216-4, 25 tháng 12 năm 2009 - Tập 7: ISBN 978-404726-327-7, 25 tháng 3 năm 2010 - Tập 8: ISBN 978-404726-581-3, 25 tháng 6 năm 2010 - Tập 9: ISBN 978-404726-707-7, 25 tháng 8 năm 2010 - Tập 10: ISBN 978-404726-882-1, 25 tháng 11 năm 2010 - Tập 11: ISBN 978-404727-018-3, 29 tháng 1 năm 2011 - Tập 12: ISBN 978-404727-157-9, 25 tháng 3 năm 2011 - Tập 13: ISBN 978-404727-235-4, 25 tháng 5 năm 2011 Little Busters! EX: Sasami Sasasegawa ~Black Cat Fantasia~ - ISBN 978-4-04-870531-8, 27 tháng 5 năm 2011 Little Busters! Ecstasy Comic Anthology - ISBN 978-475800-471-8, 25 tháng 11 năm 2008 - ISBN 978-475800-485-5, 25 tháng 3 năm 2009 - ISBN 978-475800-610-1, 25 tháng 1 năm 2011 - ISBN 978-475800-652-1, 25 tháng 8 năm 2011 Little Busters! Ecstasy Ecstatic Anthology - Tập 1: ISBN 978-4-7580-0506-7, 25 tháng 7 năm 2009 - Tập 2: ISBN 978-4-7580-0518-0, 24 tháng 10 năm 2009 - Tập 3: ISBN 978-4-7580-0546-3, 25 tháng 3 năm 2010 - Tập 4: ISBN 978-4-7580-0573-9, 24 tháng 7 năm 2010 - Tập 5: ISBN 978-4-7580-0601-9, 25 tháng 11 năm 2010 - Tập 6: ISBN 978-4-7580-0615-6, 28 tháng 3 năm 2011 Little Busters! Ecstasy 4-koma Maximum - ISBN 978-490429-307-2, 12 tháng 12 năm 2008 Little Busters! Ecstasy Half & Half của Harvest - ISBN 978-443414-547-6, 25 tháng 6 năm 2010 - ISBN 978-443414-702-9, 15 tháng 8 năm 2010 Little Busters! Ecstasy Comic A La Carte - ISBN 978-404715-439-1, 22 tháng 4 năm 2010 |

### Radio trên internet
Một chương trình phát thanh trên internet quảng bá cho Little Busters! mang tên Natsume Brothers! (ナツメブラザーズ! Natsume Burazāzu!) đã lên sóng thử nghiệm vào ngày 9 tháng 6 năm 2008 và bắt đầu phát chính thức định kì từ ngày 23 tháng 6 năm 2008. Chương trình được phát trực tiếp vào thứ hai hàng tuần và sản xuất bởi Đài phát thanh Internet Onsen Nhật Bản. Phát thanh viên là Tamiyasu Tomoe và Midorikawa Hikaru, vốn là hai seiyū lồng tiếng cho nhân vật Rin và Natsume Kyousuke trong visual novel Little Busters!, suốt 35 buổi phát thanh đầu tiên. Kể từ buổi phát thanh ngày 2 tháng 3 năm 2009, chương trình đổi tên thành Natsume Brothers! (21) (ナツメブラザーズ! (21) Natsume Burazāzu! (21)), đồng thời có thêm một phát thanh viên mới là Suzuta Miyako, người đã lồng tiếng cho nhân vật Noumi Kudryavka trong visual novel Little Busters!.
Một buổi phát sóng đặc biệt kéo dài 22 phút bao gồm phiên bản gốc của Little Busters! Ecstasy được bán vào ngày 25 tháng 7 năm 2008. Đĩa CD thứ nhất chứa 8 buổi phát thanh đầu tiên (tính cả chương trình phát thử nghiệm) đã ra mắt vào ngày 15 tháng 8 năm 2008 tại Comiket 74 và chính thức đưa ra thị trường vào ngày 24 tháng 9 năm 2008. Từ đĩa thứ hai đến thứ tư của Natsume Brothers! phát hành từ ngày 26 tháng 11 năm 2008 đến ngày 26 tháng 3 năm 2009 chứa các buổi phát thanh tiếp theo đến chương trình số 35. Đĩa CD thứ nhất của Natsume Brothers! (21) chứa 9 buổi phát sóng đầu đã ra mắt vào ngày 26 tháng 6 năm 2009. Từ đĩa thứ hai đến thứ bảy của Natsume Brothers! (21) được phát hành từ ngày 25 tháng 9 năm 2009 đến ngày 22 tháng 9 năm 2010 chứa các buổi phát sóng tiếp theo đến chương trình số 63. Đĩa thứ tám đã ra mắt ngày 26 tháng 11 năm 2010, chứa các buổi phát thanh từ chương trình số 99 đến 107; 64 đến 68 của Natsume Brothers! (21), tuy nhiên đĩa này không được biên soạn dưới dạng CD. Đĩa thứ chín đã được bán tại Comiket 79 vào tháng 12 năm 2010 và chính thức đưa ra thị trường ngày 28 tháng 1 năm 2011, chứa các buổi phát thanh từ chương trình 108 đến 116. Đĩa thứ 10 và 11 phát hành vào ngày 27 tháng 5 và 24 tháng 6 năm 2011, chứa các buổi phát thanh kế tiếp đến chương trình 134. Đĩa thứ 12 sẽ ra mắt vào ngày 29 tháng 7 năm 2011, chứa các buổi phát thanh kế tiếp đến chương trình 143. Chương trình đặc biệt của Natsume Brothers! (21) đã được phát hành cùng với bản Little Busters! Converted Edition trên hệ PlayStation 2 vào ngày 24 tháng 12 năm 2009.

### Anime
Một bộ chuyển thể TV anime dài 26 tập, do J.C.Staff sản xuất, đạo diễn bởi Yoshiki Yamakawa, được lên sóng ở Nhật Bản trên kênh Tokyo MX trong thời gian từ ngày 6 tháng 10 năm 2012 đến 6 tháng 4 năm 2013. Hãng Crunchyroll cũng cho phát trực tuyến với phụ đề tiếng Anh. Phần kịch bản của chuyển thể do Michiru Shimada đảm nhận, Haruko Iizuka làm giám đốc hoạt hình với thiết kế nhân vật dựa trên thiết kế gốc của Naga và Itaru Hinoue. Anime được hãng Warner Home Video cho phát hành thành 9 bộ BD/DVD trong thời gian từ ngày 26 tháng 12 năm 2012 tới 28 tháng 8 năm 2013, với hai phiên bản là thông thường và giới hạn. Những người đặt mua qua thư điện tử trọn 9 bộ BD/DVD phiên bản giới hạn có thể đặt mua thêm BD chứa một tập OVA. Ca khúc mở đầu của anime là "Little Busters! (TV animation ver.)" và ca khúc kết thúc là "Alicemagic (TV animation ver.)", là bản phối lại (remix) của hai ca khúc chủ đề trong visual novel gốc, đều do ca sĩ Rita thể hiện. Những bản nhạc nền còn lại được lấy từ album Little Busters! Original Soundtrack và Little Busters! Ecstasy Tracks. Anime được cấp phép cho Sentai Filmworks phát hành ở thị trường Bắc Mỹ. Section23 phát hành phần một anime trên đĩa BD và DVD bắt đầu từ ngày 11 tháng 11 năm 2013. Phần hai anime sẽ được sản xuất với tiêu đề Little Busters! Refrain.

## Âm nhạc
Visual novel Little Busters! có sáu bài hát chủ đề, bắt đầu với ca khúc mở đầu là "Little Busters!" do Rita trình bày. Có bốn ca khúc chủ đề kết thúc khác nhau, ba bài hát xuất hiện khi kết thúc kịch bản của mỗi nhân vật nữ chính và một bài xuất hiện trong phần cốt truyện cuối cùng. Nhạc phẩm chủ đề kết thúc cho Rin và Yuiko là "Song for friends"; bài của Komari và Haruka là "Alicemagic"; bài của Kudryavka và Mio là "Amenochi Hare" (雨のち晴れ  Clear Weather After the Rain); cuối cùng là ca khúc chủ đề kết thúc kịch bản cuối mang tên "Little Busters!' -Little Jumper Ver.-". Bài hát chủ đề cuối cùng là một ca khúc chèn thêm xuất hiện trong đoạn gần kết của trò chơi có tên "Haruka Kanata" (遥か彼方  Faraway). Tất cả các bài hát trên, bao gồm cả ca khúc chèn thêm, đều được trình bày bởi Rita. Sau khi visual novel được hoàn tất ít nhất một lần, một danh sách gồm 45 track nhạc sẽ xuất hiện trên màn hình menu nhằm giúp người chơi thưởng thức lại. Bảy nhân vật chính của Little Busters! có nhạc nền riêng theo phong cách leitmotif, bao gồm sáu nhân vật nữ chính và Natsume Kyousuke. Bản nhạc nền của Rin mang tên "Ring Ring Ring!"; bài của Komari là "Mahō no Ansanburu" (魔法のアンサンブル  Magic Ensemble); bài của Haruka là "Sawagashi Otome no Yūshū" (騒がし乙女の憂愁  Grief of a Noisy Girl); bài của Kudryavka là "Ekizochikku Toibokkusu" (えきぞちっく・といぼっくす  Exotic Toybox); bài của Yuiko là "Kokoroiro Kisōkyoku" (心色綺想曲  Heart-colored Capriccio); bài của Mio là "Hikari ni Yosete" (光に寄せて  Approaching Light); cuối cùng là nhạc phẩm của Kyousuke với tựa "Boys Don't Cry".
Ca khúc chủ đề của Little Busters! Ecstasy chính là phiên bản phối lại (remix) của bài hát "Little Busters!", thay vì sử dụng phiên bản đã được chứa trong album Rockstar Busters!, đã được chỉnh lại một chút giai điệu và đổi tên thành "'Little Busters!' -Ecstacy [sic] Ver.-". Ecstasy cũng sử dụng những phiên bản đã biến tấu lại của các ca khúc chủ đề kết thúc là "Song for friends" và "Alicemagic". Nhạc phẩm remix thứ nhất có lời ca ngắn hơn bản gốc và được đổi tên thành "'Song for friends' -No Intro Ver.-", trong khi nhạc phẩm remix thứ hai được chứa trong Rockstar Busters!, nhưng đổi tên thành "'Alicemagic' -Rockstar Ver.-". Bản remix của "Alicemagic" được dùng cho phần kết thúc kịch bản của Kanata và Sasami, và bản remix của "Song for friends" đã thay thế phiên bản gốc của nó được dùng trong phần kết thúc cốt truyện của Rin và Yuiko. Bài hát chủ đề mới trong Ecstasy dành cho phần kết thúc kịch bản của nhân vật Saya mang tên "Saya's Song" và do Lia thực hiện. Bản nhạc leitmotif của Saya có tên là "Kakeru" (駆ける  Run), nó là phiên bản phối lại của bài hát "Hashiru" (走る  Run) trong album năm 2005 Love Song của Riya phát hành bởi Key Sounds Label. Bản leitmotif của Kanata là "Will&Wish" và bài hát chủ đề của Sasami là "Neko to Garasu to Marui Tsuki" (猫と硝子と円い月  Cat, Glass, and the Round Moon).
Một maxi single đã phát hành dưới tựa đề "Little Busters!" vào ngày 25 tháng 5 năm 2007. Đĩa này gồm các bản nhạc gốc và phối khí của "Little Busters!", "Faraway" và "Alicemagic". Cũng như các tác phẩm trước của Key (ngoại trừ planetarian ~Chiisana Hoshi no Yume~), có một album nhạc đính kèm theo phiên bản giới hạn của trò chơi, nó ra mắt vào ngày 27 tháng 7 năm 2007 với tên Semicrystalline. và chứa các phiên bản hòa âm của 10 track nhạc trong tác phẩm. Tám track trong số đó là nhạc nền (BGM) trong khi hai track cuối cùng là phiên bản remix của "Little Busters!" và "Faraway". Soundtrack gốc của trò chơi ra mắt lần đầu vào ngày 17 tháng 8 năm 2007 tại Comiket 72 gồm ba đĩa chứa 43 nhạc phẩm khác nhau cùng phiên bản hòa tấu piano của một trong các track nhạc nền, phiên bản ngắn của một track BGM khác, cộng với phiên bản ngắn và phối khí của các ca khúc chủ đề. Trong tổng số 53 track nhạc, có 3 bài hát không được sử dụng trong visual novel. Soundtrack gốc sau đó đã tái phát hành tại Nhật Bản vào ngày 28 tháng 12 năm 2007. Hai album nữa được phát hành trong Comiket 73 vào ngày 28 tháng 12 năm 2007 gồm: một album hòa tấu có tên Rockstar Busters! và một đĩa đơn nhạc hình gọi là "Rin no Hisoka na Koi no Uta / Mission:Love sniper" với giọng ca của Tamiyasu Tomoe, nữ diễn viên lồng tiếng cho nhân vật Rin trong trò chơi.
Ngày 29 tháng 2 năm 2008, một album remix nhạc trance theo chủ đề Little Busters! mang tên OTSU Club Music Compilation Vol.2 đã được phát hành bởi OTSU—một nhóm soạn nhạc DJ gồm nhiều nghệ sĩ phối nhạc khác nhau. Một EP đã ra mắt vào ngày 4 tháng 5 năm 2008 chứa các phiên bản gốc và phối khí của Little Busters!, Faraway và Alicemagic; các bản remix được lấy từ album OTSU Club Music Compilation thứ hai. Một album remix có tên Ontology có chứa phiên bản hòa tấu của 9 nhạc phẩm trong Little Busters! Ecstasy đã phát hành vào ngày 25 tháng 7 năm 2008, nó còn đính kèm theo phiên bản giới hạn của trò chơi. Một soundtrack chứa các bản nhạc bổ sung cho Ecstasy mang tên Little Busters! Ecstasy Tracks đã ra mắt vào ngày 15 tháng 8 năm 2008 tại Comiket 74. Một đĩa đơn nhạc hình gọi là "Saya no Nemureru Requiem / Saya's Song" với giọng ca của Sakurai Harumi, nữ diễn viên lồng tiếng cho nhân vật Saya trong Little Busters! Ecstasy, đã phát hành vào tháng 2 năm 2009 dưới dạng bản giới hạn, và bản thương mại chính thức ra mắt trong tháng 3 cùng năm. Hai đĩa đơn nhạc hình nữa được phát hành vào tháng 12 năm 2007 tại Comiket 77 là: "Raison / Pickles o Oishikusuru Tsukurikata" với giọng ca của Suzuki Keiko, nữ diễn viên lồng tiếng cho nhân vật Futaki Kanata trong Little Busters!, và "Neko to Garasu to Marui Tsuki / Alicemagic: Aroma Tablet mix" hát bởi Tamiya Tomoe, nữ diễn viên lồng tiếng cho nhân vật Sasasegawa Sasami. Mỗi album trên khi bán ra thị trường đều gắn nhãn hãng thu âm Key Sounds Label của Key.

## Đón nhận
Từ giữa tháng 6 đến giữa tháng 7 năm 2007, Little Busters! đứng vị trí thứ hai trong bảng xếp hạng doanh số các PC game đặt hàng trước trên toàn quốc tại Nhật Bản. Phiên bản giới hạn của Little Busters! đã đứng đầu bảng xếp hạng doanh số các trò chơi máy tính thu được trên toàn quốc ở Nhật Bản vào tháng 7 năm 2007. Sản phẩm (tính luôn cả phiên bản chính thức) cũng xuất hiện liên tiếp bảy lần trên bảng xếp hạng doanh số từ tháng 8 năm 2007 đến tháng 2 năm 2008 với các vị trí: 14; 25 (hai lần liên tiếp); 37; 39 (hai lần liên tiếp); và 41. Theo thông tin công bố về doanh số bán hàng đăng tại Gamasutra, lấy từ website Amazon Nhật Bản, Little Busters! đã đứng đầu bảng xếp hạng từ ngày 26 tháng 7 đến 17 tháng 8 năm 2007 đối với hạng mục PC game tại Nhật Bản. Trò chơi sau đó rơi xuống vị trí thứ ba trong tuần kế tiếp vào ngày 24 tháng 8 năm 2007, đó cũng là thứ hạng cao cuối cùng của Little Busters! trước khi nó biến mất khỏi bảng xếp hạng này. Little Busters! là trò chơi bán chạy nhất trong tháng 7 năm 2007 của Getchu.com, sau đó nó rơi xuống hạng 12 trong tháng kế tiếp. Mặc dù bị tụt hạng trong những tháng cuối năm, Little Busters! vẫn là trò chơi được bán rộng rãi nhất suốt năm 2007 của Getchu.com (điều này có nghĩa là nó đã qua mặt các trò chơi khác phát hành trước đó trong năm). Một số nhạc phẩm ghi âm của Little Busters! còn xuất hiện trong phần tiếp của Time Leap, một visual novel của hãng Front Wing, có tựa đề Time Leap Paradise, phát hành ngày 24 tháng 7 năm 2009.
Từ giữa tháng 5 đến giữa tháng 7 năm 2008, Little Busters! Ecstasy đứng đầu bảng xếp hạng doanh số các PC game đặt hàng trước trên toàn quốc tại Nhật Bản. Phiên bản giới hạn của Little Busters! Ecstasy chiếm vị trí số một trên bảng xếp hạng doanh số các trò chơi máy tính thu được trên toàn quốc ở Nhật Bản vào tháng 7 năm 2008. Ecstasy đã được bán rất nhanh chóng tại Akihabara với khoảng một nửa các cửa hàng đã bán hết nó ngay trong ngày đầu tiên ra mắt. Ngày tiếp theo, hầu như toàn bộ các cửa tiệm của Akihabara đã bán hết sạch Ecstasy. Chỉ bốn ngày sau khi Ecstasy phát hành lần đầu, Key nhận được thông báo rằng có rất nhiều cửa hàng đã bán hết trò chơi của họ. Ba tháng sau khi Ecstasy ra mắt, Key đã tổng kết doanh số và xác nhận có hơn 100.000 bản của trò chơi được bán thành công.
Getchu.com đã tổ chức một chương trình thăm dò bỏ phiếu thường niên mang tên "Getchu.com Bishōjo Game Ranking", nơi các game thủ có thể bỏ phiếu trực tuyến bầu ra trò chơi xuất sắc nhất trong năm trước với nhiều hạng mục khác nhau. Trong bảng xếp hạng năm 2007, các hạng mục được bình chọn gồm: tổng thể, kịch bản, các nhạc phẩm chủ đề, nhạc nền, hình ảnh, hệ thống lối chơi (gameplay) và nhân vật nữ chính. Vào tháng 2 năm 2008, các game thủ bắt đầu bỏ phiếu cho hơn 470 tựa game khác nhau được phát hành trong năm 2007, trong đợt bầu chọn này, Little Busters! đã đứng đầu trong hầu hết mọi hạng mục trừ phần hình ảnh (hạng ba) và hệ thống lối chơi (hạng nhì). Rin là nhân vật nữ được nhiều người hâm mộ nhất, trong khi Kudryavka đứng hạng tư và Komari đứng hạng 13. Trong bảng xếp hạng năm 2008, các hạng mục được bình chọn gồm: tổng thể, kịch bản, hệ thống lối chơi, đồ họa, video chủ đề mở đầu, các ca khúc chủ đề, nhạc nền, đặc điểm nhân vật, lồng tiếng nhân vật và tên trò chơi. Đầu năm 2009, các game thủ bắt đầu bỏ phiếu cho hơn 400 tựa game khác nhau được phát hành trong năm 2008, trong đợt bầu chọn này, Little Busters! Ecstasy đã đứng hạng nhì về tổng thể, hạng nhì về kịch bản, hạng ba về hệ thống lối chơi, hạng 12 về đồ họa, hạng năm về video chủ đề mở đầu, hạng ba về các ca khúc chủ đề, hạng nhì về nhạc nền, hạng năm (Tokido Saya) và hạng 10 (Noumi Kudryavka) trong phần đặc điểm nhân vật, hạng nhất (Sakurai Harumi lồng tiếng cho Tokido Saya) và hạng sáu (Tamiyasu Tomoe lồng tiếng cho Natsume Rin) trong phần lồng tiếng nhân vật, và hạng nhì về tựa đề trò chơi. Tháng 9 năm 2008, Dengeki Online tổ chức đợt khảo sát kéo dài một tháng dành cho người chơi game với câu hỏi: "Trò chơi nào đã khiến bạn cảm động đến bật khóc?". Kết quả, Little Busters! xếp thứ 10 trong tốp 10 game, ba trò chơi khác của Key là CLANNAD, Kanon và AIR lần lượt chiếm các vị trí 2, 5 và 7.

Hình nộm Natsume Rin trong buổi triển lãm nghệ thuật Little Busters!.

### Triển lãm
Little Busters! là tác phẩm duy nhất của Key được quảng bá trọn gói trong số ra thứ chín của Dengeki G's Festival!, một phiên bản đặc biệt của Dengeki G's Magazine được ASCII Media Works xuất bản không đều đặn hàng năm, phát hành ngày 30 tháng 6 năm 2007. Ngoài tổng số 80 trang chứa nhiều thông tin về Little Busters!, tạp chí còn đính kèm theo một chiếc gối ôm hai mặt in hình Yuiko và Kudryavka, một xâu chìa khóa nhỏ có thể gắn vào điện thoại di động và một bộ xếp hình có kích cỡ B5. ASCII Media Works cũng đã phát hành tập ba của phiên bản Dengeki G's Magazine đặc biệt mang tên Dengeki G's Festival! Deluxe vào ngày 30 tháng 6 năm 2008, tập trung vào tác phẩm Little Busters! Ecstasy. Tiếp tục ngoài tổng số 80 trang chứa thông tin về visual novel, tạp chí còn đính kèm với một miếng đệm kê chuột, một bộ xếp hình và một bộ bài. Tập thứ ba của một tạp chí khác trong dòng Festival!, Dengeki G's Festival! Comic, phát hành vào ngày 26 tháng 7 năm 2008 có in hình nhân vật Rin và con mèo Dorj của cô trên trang bìa, nó cũng đính kèm theo một chiếc gối ôm, một quyển sổ tay và một poster khổ B2.
Một buổi triển lãm nghệ thuật về Little Busters! đã được tổ chức tại Osaka, Nhật Bản trong hai ngày từ 3 tháng 5 đền 4 tháng 5 năm 2007, và tại Tokyo, Nhật Bản cũng trong hai ngày từ 24 tháng 5 đến 25 tháng 5 năm 2007. Một lượng lớn hình ảnh về các nhân vật và hình nền của tác phẩm đã được trưng bày, cùng với các bản đồ họa gốc, dùng để quảng bá cho các tác phẩm nghệ thuật về nhân vật, và những bản phác thảo bằng tay, sử dụng khi trò chơi vẫn còn trong quá trình phát triển. Sơ đồ cốt truyện của Little Busters! cũng được trưng bày cùng với sơ đồ cốt truyện của CLANNAD. Triển lãm cũng trưng bày một hình nộm Natsume Rin có kích cỡ như người bình thường với một tay mang găng bóng chày, nhưng thay vì quả bóng chày, trong găng tay đó là một con mèo. Hình nộm này sau đó đã được rao bán trên Yahoo! vào cuối tháng 9 năm 2007 với mức giá khởi điểm là 764.000¥ (khoảng 6.500$, 125.750.000₫). Kết quả vượt quá sức mong đợi khi nó bán được với giá 5.000.000¥ (khoảng 42.600$, 830.700.000₫).